# Parisatis
Parisatis  (perzijsko پروشات, Prošat, grško starogrško Παρύσατις, Parisatis) je bila nezakonska hčerka perzijskeg kralja Artakserksa I. in Andije Babilonske, * 5. stoletje pr. n. št., † 4. stoletje pr. n. št.
Bila je polsestra perzijskih kraljev Kserksa II., Sogdijana in Dareja II. Poročena je bila s svojim polbratom Darejem II. s katerim je imela štiri sinove:
- Artakserksa II.
- Kira Mlajšega
- Ostana in
- Oksatra.[2]

Njen ljubljenec je bil Kir Mlajši, ki je na njeno zahtevo kot najstnik leta 407 pr. n. št. postal vrhovni poveljnik zahodne Anatolije. Ko ji je mož umrl, je v borbah za prestol podprla svojega sina Kira Mlajšega. Kir je bil v bitki pri Kunaksi 70 km severno od Babilona 3. septembra 401 poražen in ubit. Parisatis  je za njegovo smrt krivila satrapa Tisaferna in ga kasneje umorila.

## Zanimivost
Po njej se imenuje asteroid 888 Parisatis.